# Charles Thomas de Lorraine-Vaudémont

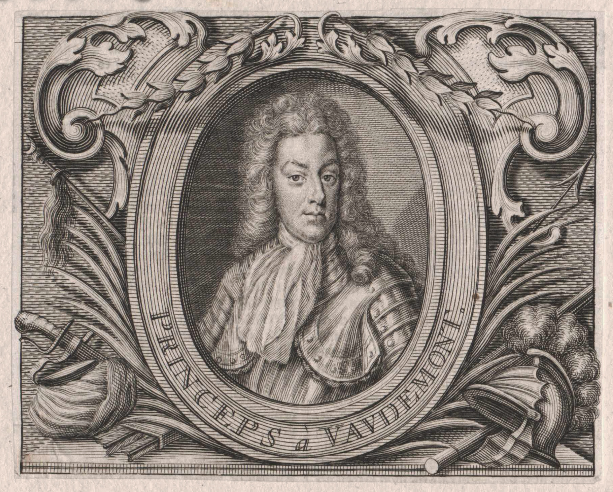
Charles-Thomas de Lorraine

Charles Thomas de Lorraine-Vaudémont, deutsch Karl Thomas Prinz von Lothringen-Vaudémont (* 7. März 1670 in Brüssel; † 12. Mai 1704 in Ostiglia, Italien) war Prinz von Vaudémont und kaiserlicher Feldmarschall.

## Leben
Charles Thomas war das einzige Kind des Prinzen Charles Henri de Lorraine-Vaudémont (1649–1723) und seiner Frau Prinzessin Anne-Elisabeth de Lorraine-Elbeuf. Seine Großeltern väterlicherseits waren der Herzog Karl IV. von Lothringen und Béatrix de Cusance.
Er trat 1689 in kaiserliche Dienste, focht in Ungarn, und im Jahre 1691 war es der einundzwanzigjährige Prinz, der die Siegesbotschaft von Szlankamen nach Wien bringen durfte. Der Kaiser ernannte ihn noch in demselben Jahre zum Inhaber des Kürassierregiments Prinz Holstein, welcher in der Schlacht bei Szlankamen gefallen war. 1692 zum Generalmajor und 1695 zum Feldmarschalllieutenant befördert, wurde er 1696 in der Schlacht von Olasch im Kampfe gegen die Türken verwundet. Nach seiner Wiederherstellung wurde Vaudémont 1697 mit einem starken Kavalleriedetachement in die aufständischen Gegenden Oberungarns gegen die Rebellen Thökölys entsendet.  Mitte Juli traf er bei Tokaj ein und fand die ganze Gegend in vollem Aufruhr. Ohne die geplante Vereinigung mit den brandenburgischen Truppen abzuwarten, ließ er 500 Dragoner und 400 Kürassiere absitzen und vertrieb die Rebellen nach kurzem Kampfe aus Tokaj; am 17. Juli eroberte er ebenso Sárospatak im ersten Anlauf, und es gelang hauptsächlich seinem Mut, den Aufstand vollständig zu lokalisieren.
Wie sein Vater diente Charles Thomas in der kaiserlichen Armee gegen Frankreich. Im Spanischen Erbfolgekrieg kämpfte er in Italien unter dem Befehl des Prinzen Eugen von Savoyen. 1700 wurde er zum Ritter und Träger des Orden vom Goldenen Vlies (Nr. 606). In den Schlachten von Cremona und bei Luzzara zeichnete er sich aus und wurde zusammen mit Guido von Starhemberg zum Feldmarschall ernannt. Bei der Schlacht bei Ostiglia wurde er am 8. Mai 1704 schwer verwundet und starb vier Tage später an seinen Verletzungen.

## Titel, Orden und Ehren
- 1670–1704 Prinz de Lorraine-Vaudémont
- 1700–1704 Ritter und Träger des Orden vom Goldenen Vlies
- 1700–1704 Feldmarschall